# 郭淑新
郭淑新（1955年—），女，山东聊城人，中共党员，中国哲学史学会理事，安徽师范大学教授。

## 生平
1983年6月毕业于安徽师范大学政教系思想政治教育专业，留校任教。2009年6月于安徽师范大学马克思主义基本原理专业获法学硕士学位。2013年曾应邀赴台湾师范大学、元培科技大学讲学。曾任安徽师范大学政治学院哲学系教授、博士生导师，安徽师范大学国学研究所所长，是安徽省学术和技术带头人。
主要从事中国哲学、马克思主义哲学、思想政治教育领域研究工作，主持、参与国家社科基金重点项目、教育部人文社科基金项目、安徽省社科规划重点项目等20余项，发表学术论文70余篇。

## 著作
- 《痛苦论》（1995年，安徽人民出版社）
- 《胡适与中国传统哲学的现代转换》（2005年，安徽人民出版社）
- 《敬畏伦理研究》（2007年，安徽人民出版社）
- 《汉字书法与经典：道德经》（2014年，安徽大学出版社）
- 《<女四书>读本》（2016年，中国人民大学出版社）
- 《中华经典大学生诵读本》（主编）（2017年，中华书局）